# Herb Aruby
Herb Aruby został zaprojektowany w Amsterdamie w 1955 roku. Od tego czasu jest używany jest na wyspie jako symbol narodowy. Do 1986 roku wykorzystywano również herb Antyli Holenderskich, których częścią była Aruba.
Tarcza herbu podzielona jest białym krzyżem na cztery części. Umieszczono na nich: aloes (główny towar eksportowy na Arubie), wzgórze Hooiberg (najbardziej rozpoznawalne wzgórze na wyspie), koło (symbolizujące przemysł) oraz uścisk dłoni (symbolizujący dobre relacje ze światem). Na tarczy znajduje się lew symbolizujący siłę. Poniżej znajduje się wieniec laurowy, będący symbolem pokoju.